# CD Fátima
Centro Desportivo de Fátima ist ein Fußballverein aus der portugiesischen Stadt Fátima (Portugal). 
Der Verein spielt momentan in der drittklassigen Campeonato Nacional de Seniores.